# Сікалікуль
Сікаліку́ль (рос. Сикаликуль, башк. Һикәлекүл) — присілок у складі Дюртюлинського району Башкортостану, Росія. Входить до складу Ісмаїловської сільської ради.
Населення — 170 осіб (2010; 165 у 2002).
Національний склад:
- башкири — 92 %